# Tom Zenker
Tom Zenker (* 24. August 1971 in München) ist ein deutscher Regisseur, Drehbuchautor und Filmeditor.

## Leben
Tom Zenker studierte nach einer Lehre zum Zimmermann Bildhauerei an der Akademie der Bildenden Künste München, danach Regie an der Hochschule für Schauspielkunst „Ernst Busch“ Berlin sowie Regie an der Deutschen Film- und Fernsehakademie Berlin (DFFB).
Bereits während des Studiums war er als Regieassistent unter anderem für Luc Bondy und Peter Zadek tätig.
Sein erster Spielfilm Der blinde Fleck wurde mit dem First Steps Award 2007 ausgezeichnet. Neben Fernsehfilmen und Werbung dreht er Musikvideos unter anderem für die Band Brokof und schneidet Filme und Werbung.
Er lebt in Berlin und München.

## Filmographie (Auswahl)
- 2000: Hilflos
- 2001: Boomtown Berlin: Es leckt
- 2003: Business as usual
- 2007: Der blinde Fleck
- 2007: Lichtblick
- 2010: Kommissar Stolberg (Fernsehserie, 2 Folgen)
- 2011–2013: Ein Fall für zwei (Fernsehserie, 3 Folgen)
- 2014: Letzte Spur Berlin (Fernsehserie, 1 Folge)
- 2014, 2015: Morden im Norden (Fernsehserie, 2 Folgen)
- 2015: Die Bergretter (Fernsehserie, 2 Folgen)
- 2015–2019: Großstadtrevier (Fernsehserie, 6 Folgen)
- 2017: Inga Lindström: Entscheidung für die Liebe
- 2017, 2018: Die Rosenheim-Cops (Fernsehserie, 8 Folgen)
- 2018: Watzmann ermittelt (Fernsehserie, 4 Folgen)
- 2020: WaPo Bodensee (Fernsehserie, 4 Folgen)
- 2021: Frühling: Alte Liebe, neue Liebe
- 2022: Frühling: Eine Handvoll Zeit
- 2023: Frühling: Das Mädchen hinter der Tür

## Auszeichnungen
- 2007 Nominierung für den Förderpreis Deutscher Film (ehemals Hypopreis) für Der blinde Fleck
- 2007 First Steps Award für Der blinde Fleck
- 2008 Deutscher Fernsehkrimipreis Hauptpreis für Der blinde Fleck
- 2008 Murnau-Kurzfilmpreis für Lichtblick